# Anteros

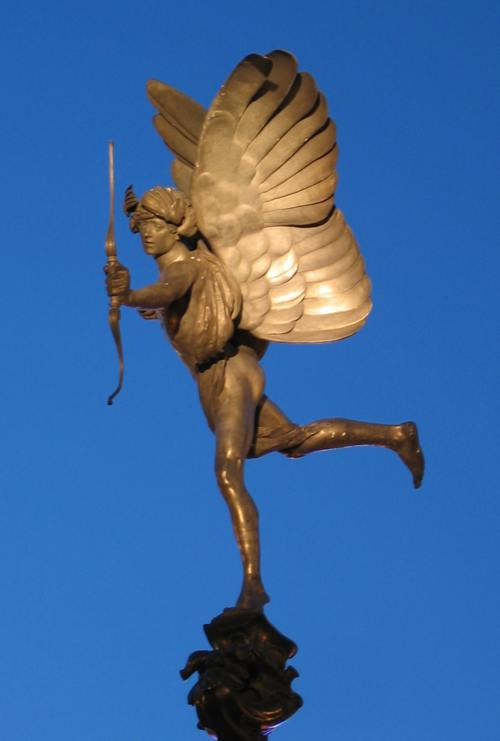
Anteros av Alfred Gilbert, 1885; från fontänen Shaftesbury Memorial på Piccadilly Circus.

Anteros (grekiska Αντέρως, Antérōs) var en gud i grekisk mytologi, son till Afrodite och Ares, förkroppsligandet av besvarad kärlek, bokstavligen kärlek tillbaka, en hämnare över obesvarad kärlek, yngre bror till Eros, kärlekens gud.
Då Eros inte ville växa, gav hans moder, Afrodite, honom Anteros som en lekbroder. Efter det var de oskiljaktiga lekkamrater. Med denna symbolik vill man påvisa att kärleken växer genom besvarad kärlek, Eros och Anteros. 
Enligt en annan uppfattning var Anteros den olyckliga kärleken eller den försmådda kärlekens hämnande manliga skyddsande.
Ett altare till Anteros ära restes av metoiker, inflyttade personer som levde som icke-fria borgare bosatta i antika Athen, som påminnelse av metoikern Timágoras som avvisades av Meles från Athen, som föraktade alla kärleksförklaringar från Timágoras och bad honom att stiga till toppen av ett berg och hoppa därifrån. Timágoras, villig att behaga sin kärlek, gjorde vad han bett om. När Meles såg att Timágoras hade dött, fick han sådana samvetskval att han själv hoppade från klippan och dog.
Anteros avbildas på många sätt väldigt likt Eros, som en stilig ung man med långt hår, fjäderprydda fjärilsvingar och beväpnad antingen med pil och båge eller med en gyllene klubba.

## Staty
Anteros är staty på fontänen the Shaftesbury memorial fountain på Piccadilly Circus, London, där han symboliserar den osjälviska filantropiska kärleken från earlen av Shaftesbury, Anthony Ashley Cooper, 7:e earl av Shaftesbury, till de fattiga. Minnesmärket har ibland angetts som en ängel symboliserande den kristna barmhärtigheten eller som en skulptur av Eros, bägge tolkningarna är dock felaktiga.[källa behövs]